# 코모로의 경제

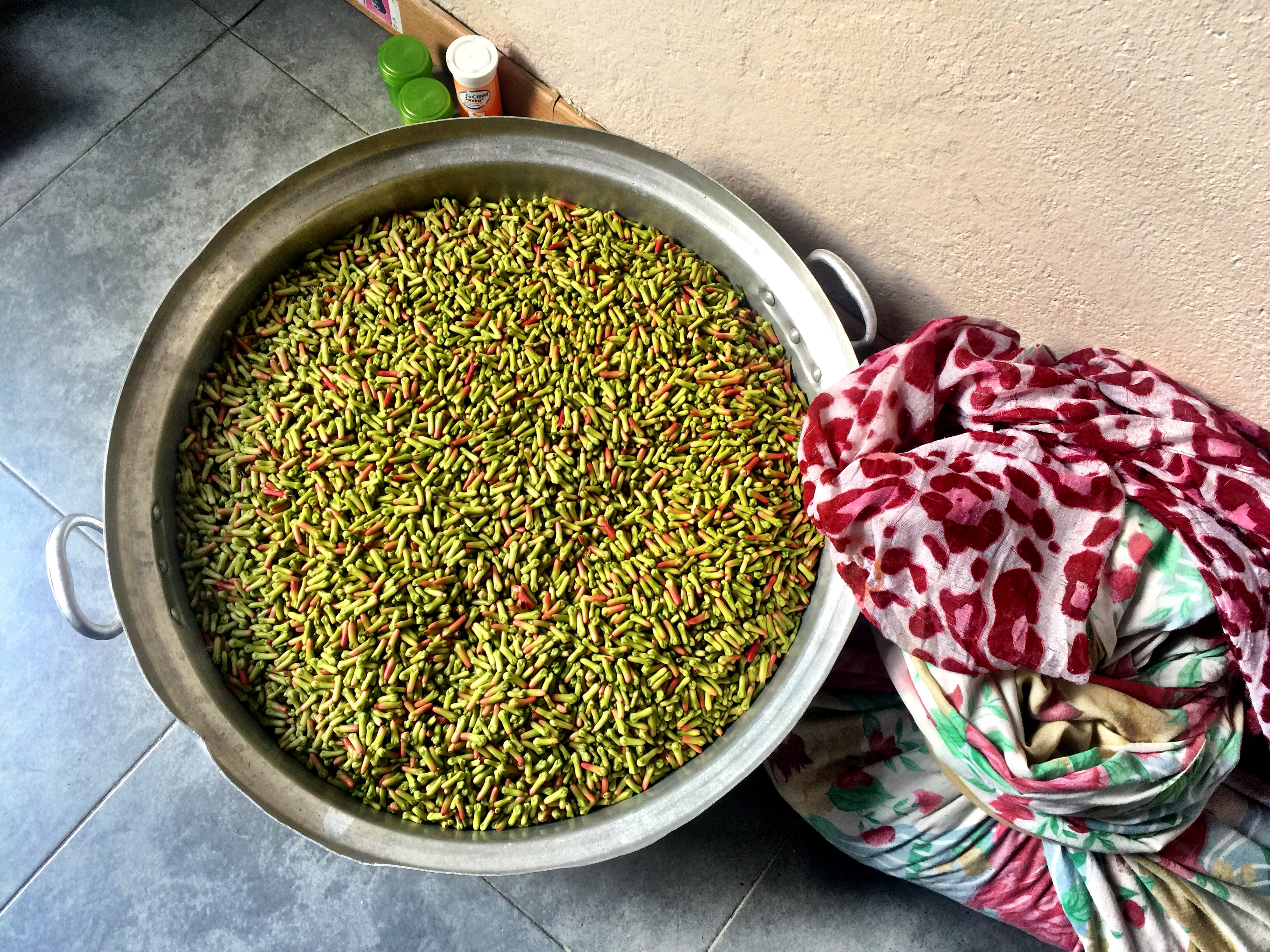
말릴 준비가 된 정향

코모로의 경제는 농업과 어업에 기반을 두고 있다. 코모로는 교통수단이 부족하고, 인구가 빠르게 증가하고 있으며, 천연자원이 거의 없다. 낮은 교육수준은 경제활동의 생계수준, 높은 실업률, 외국인 보조금과 기술원조에 대한 높은 의존도에 기여한다. 코모로는 약 700달러의 1인당 국내총생산(GDP)을 가지고 있으며 세계에서 가장 가난하고 개발이 덜 된 나라 중 하나이다. 섬의 질은 섬마다 다르지만, 널리 퍼져있는 용암으로 뒤덮인 토양은 농업에 적합하지 않다. 이로 인해 주민 대부분이 농업과 어업으로 생계를 유지하고 있다. 2007년의 평균 임금은 하루에 3~4달러를 맴돌고 있다.
어업, 사냥, 임업을 포함한 농업이 경제의 주요 부문이다. GDP에 40%를 기여하고 노동력의 80%를 고용하며 수출의 대부분을 제공한다. 코모로는 식량 생산에서 자급자족하고 있지 않고, 주요 주식인 쌀이 수입의 대부분을 차지한다.
정부는 교육 및 기술 훈련 고도화, 상업 및 산업 기업 민영화, 보건 서비스 개선, 수출 다양화, 관광 진흥, 높은 인구 증가율 감소에 힘쓰고 있다. 연간 GDP 성장률 4%를 달성하려면 지속적인 해외 지원이 필수적이다. GDP의 24%인 송금액은 코모로 경제에 중요한 유입원을 구성한다.
1980년대에 코모로의 1인당 GDP는 55% 성장했다. 그러나 이것은 지속 가능하지 않은 것으로 판명되었고 결과적으로 1990년대에 42% 감소했다.

## 농림어업
인구의 80% 이상, 국내총생산(GDP)의 40%가 참여하는 농업이 사실상 모든 외환수익을 제공한다. 플랜테이션은 바닐라, 정향, 향수 에센스, 코프라와 같은 섬의 주요 수출용 현금 작물을 생산하는데 인구의 많은 부분을 차지한다. 코모로는 향수를 제조하는 데 사용되는 일랑일랑 에센스의 세계 선도적인 생산자이다. 마다가스카르에 이어 세계에서 두 번째로 많은 바닐라 생산지이다. 주요 식량 작물은 코코넛, 바나나, 카사바이다. 식료품이 전체 수입의 32%를 차지한다.

### 농업 및 가축
1990년대 초 농업은 인구의 약 80%를 지원했고 수출의 약 95%를 공급했다. 바닐라, 일랑, 정향과 같은 현금 작물을 지원하는 해발 400m의 해안 지역과 카사바, 바나나, 쌀, 고구마와 같은 국내 소비를 위한 작물의 재배를 지원하는 고지대가 일반적으로 정의된다. 인구가 증가함에 따라, 가정에서 사용하기 위해 재배된 식량은 코모라의 요구를 점점 더 적게 충족시켰다. 세계은행이 수집한 자료에 따르면 1인당 식량 생산은 1980년부터 1987년까지 약 12% 감소했다. 공화국은 사실상 모든 고기와 채소를 수입했고, 쌀 수입만으로도 모든 수입품의 30%를 차지했다.
1990년에는 소 47,000마리, 염소 12만 마리, 양 13,000마리, 엉덩이 4,000마리로 축산업 부문은 작다. 코모로는 국내에서 소비되는 대부분의 고기를 계속 수입하고 있다.

### 어업
1980년대 후반부터 코모로는 수출입의 원천으로서 어업 개발에 진보해 왔다. 1988년 정부는 유럽 연합과 3년 동안 프랑스와 스페인 선박 40척이 코모란 해역에서 주로 참치를 낚을 수 있도록 하는 협정을 체결했다. 그 대가로 코모로는 30만 유로, ECU50,000 유로가 어업 연구에 투자될 예정이다. 게다가, 어선 운영자들은 참치 그물 1톤당 20유로를 지불할 것이다. 비록 이 섬들의 암초 바깥의 심해에는 물고기가 풍부하지 않지만, 연간 최대 3만 톤의 물고기가 코모로 해역(해상 320km까지 확장)에서 잡힐 수 있는 것으로 추정되고 있다. 1990년의 총 어획량은 5,500톤이었다. 일본은 어업에도 도움을 주었다. 어업 개발은 국가 기관인 코모로 소규모 어업 개발 회사가 감독한다.

### 임업
2000년에 산림 면적은 약 8,000 헥타르에 달했다. 수많은 과일 나무와 열대 우거진 나무들이 발견된다. 일부 목재는 주로 숲의 절반이 남아 있는 그랑드코모르섬에서 생산된다.

## 산업

코모로 제도의 위치

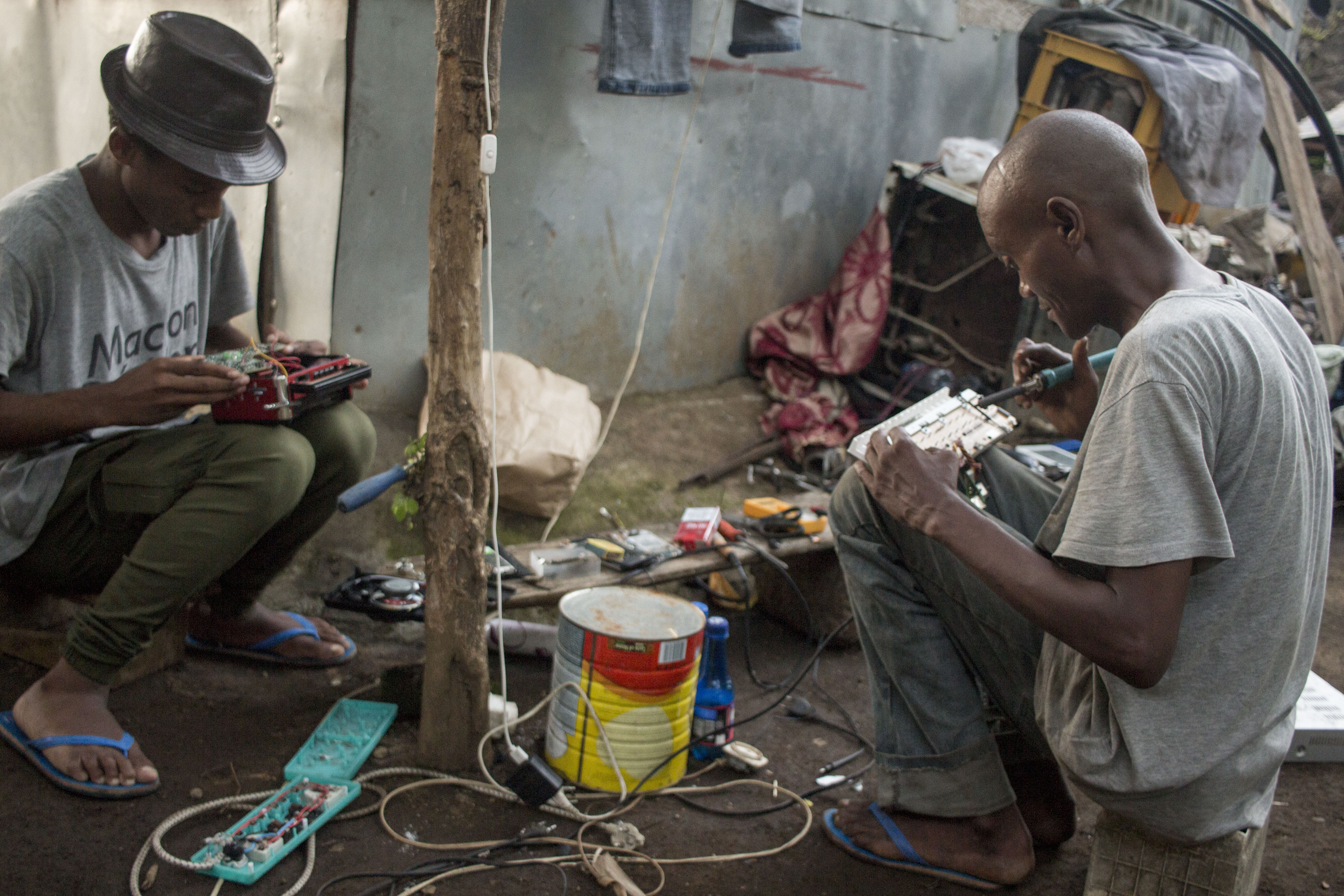
비공식 부문: 전자 장치를 수리하는 두 남자

산업 활동은 1994년 GDP의 약 5%에 해당하는 극히 일부만 차지한다. 주요 산업은 수출용 현금 작물을 가공하는 것이다: 바닐라를 준비하고 일랑일랑을 향수 에센스로 증류하는 것이다. 이러한 활동들은 한때 거의 전적으로 프랑스 회사들에 의해 통제되었지만, 그들이 수익성이 없는 농장들을 폐쇄하면서, 개별 농부들은 많은 작고 비효율적인 증류소를 세웠다.
코모라는 또한 수출을 위한 수공예품을 생산한다.
제재소, 인쇄업, 목공업, 신발, 플라스틱, 요구르트, 수공예품(대혼의 일부로 교환되는 보석 등), 소형 어선 등의 소규모 산업이 있다.
섬들의 지리적으로 고립된 위치, 서로 떨어져 있는 거리, 원자재와 숙련된 노동력의 부족, 그리고 높은 전기 비용(수력 발전, 수입 석유, 목재 생산으로 생산되는 에너지)과 운송 등 여러 요인들이 산업의 성장에 주요한 장애물을 제공하고 있다. 산업에서의 부가가치는 1980년대에 걸쳐 천천히 감소하였다.

## 관광업
아흐메드 압달라 정권 시절 남아프리카 공화국이 코모로 경제에 침투한 가장 큰 성과는 관광의 발전이었을 것이다. 남아프리카 공화국 투자자들은 1980년대에 (남아프리카와 코모로 정부의 지원으로) 여러 호텔을 짓거나 개조했지만, 1992년 후반에는 182개의 객실을 가진 갈라와 해변만이 운영되었다. 약 100개의 다른 호텔 방들이 그 섬에서 이용 가능했다. 정치적 불안정성, 아파르트헤이트 체제가 해체되고 다른 열대 관광 장소들이 더욱 환영받게 되면서 이 섬에 대한 남아프리카 공화국의 관심 감소, 그리고 섬의 물리적 아름다움에도 불구하고 대부분의 건설 자재와 소모품 수입의 필요성은 관광의 성장을 저해했다. 1990년 폐쇄된 갈라와 해수욕장 덕분에 관광은 1990년 7627명에서 1991년 16,942명으로 증가했다. 이들 관광객의 대부분은 유럽인이었으며, 주로 프랑스인이었다.

## 같이 보기
- 유엔 아프리카 경제 위원회